# أكلبترة شاحبة
أكلبترة شاحبة (الاسم العلمي: Acalyptris pallens) هي نوع من الحشرات تتبع جنس الأكلبترة من فصيلة السليلات.

## التوزيع والموائل
يعتبر هذا النوع من العثث الأسيوية وينتشر في تركمانستان وأوزبكستان.